# Liste der Kulturgüter in Haute-Sorne
Die Liste der Kulturgüter in Haute-Sorne enthält alle Objekte in der Gemeinde Haute-Sorne im Kanton Jura, die gemäss der Haager Konvention zum Schutz von Kulturgut bei bewaffneten Konflikten, dem Bundesgesetz vom 20. Juni 2014 über den Schutz der Kulturgüter bei bewaffneten Konflikten sowie der Verordnung vom 29. Oktober 2014 über den Schutz der Kulturgüter bei bewaffneten Konflikten unter Schutz stehen.
Objekte der Kategorien A und B sind vollständig in der Liste enthalten, Objekte der Kategorie C fehlen zurzeit (Stand: 1. Januar 2023).

## Kulturgüter
| Foto | | Objekt | Kat. | Typ | Standort                                          | Beschreibung                                                                                   |
| ---- | --- | --- | ---- | --- | ------------------------------------------------- | ---------------------------------------------------------------------------------------------- |
| ja   | Datei hochladen · Wikidata zu Kirche Saint-Germain-d’Auxerre (Q29521835)                                                                 | Kirche Saint-Germain-d’Auxerre / Église Saint-Germain-d’Auxerre KGS-Nr.: 03493 | A    | G   | Courfaivre, Chemin des Reus 1 588232 / 242590     | Die Glasmalereien der Kirchenfenster wurden vom französischen Künstler Fernand Léger kreiert.  |
| BW   | Datei hochladen · Wikidata zu Saint-Brais I und II, paläolithische und spätbronzezeitliche Unterstände (Q29521848)                       | Saint-Brais I und II, paläolithische und spätbronzezeitliche Unterstände / Saint-Brais I et II, abris paléolithiques et de l’âge du bronze final KGS-Nr.: 09585                                                       | A    | F   | Glovelier 577500 / 240161                         | Objekt liegt teilweise auf dem Gemeindegebiet von Saint-Brais (KGS-Nr. 3599).                  |
| ja   | Datei hochladen · Wikidata zu Bauernhaus La Djennie (Q29521841)                                                                          | Bauernhaus La Djennie / Ferme La Djennie KGS-Nr.: 10072 | A    | G   | Glovelier, Chemin de la Djennie 2 582136 / 242447 |                                                                                                |
| ja   | Datei hochladen · Wikidata zu Kapelle Notre-Dame-de-l'Immaculée-Conception (Q29785432)                                                   | Kapelle Notre-Dame-de-l’Immaculée-Conception / Chapelle Notre-Dame-de-l’Immaculée-Conception KGS-Nr.: 03454 | B    | G   | Bassecourt, Berlincourt 583619 / 241780           | Die Glasmalereien der Kirchenfenster wurden vom französischen Künstler Maurice Estève kreiert. |
| ja   | Datei hochladen · Wikidata zu Saint-Hubert Kapelle (Q29785434)                                                                           | Kapelle Saint-Hubert / Chapelle Saint-Hubert KGS-Nr.: 03455 | B    | G   | Bassecourt, Rue Saint-Hubert 61 584717 / 242843   |                                                                                                |
| BW   | Datei hochladen · Wikidata zu Saint-Hubert, Merowingische Nekropole (Q29785443)                                                          | Saint-Hubert, merowingische Nekropole / Saint-Hubert, nécropole mérovingienne KGS-Nr.: 03456 | B    | F   | Bassecourt, Rue des Mérovingiens 584750 / 242820  |                                                                                                |
| BW   | Datei hochladen · Wikidata zu Le Chételay, archäologische Stätte des Hochmittelalters (Q29785438)                                        | Le Chételay, archäologische Stätte des Hochmittelalters / Le Chételay, site archéologique du haut moyen âge KGS-Nr.: 03494                                                                                            | B    | F   | Courfaivre, Le Chételay 588789 / 241195           |                                                                                                |
| ja   | Datei hochladen · Wikidata zu Ehemaliges Schulhaus (Q29785429)                                                                           | Ehemaliges Schulhaus / Ancienne école KGS-Nr.: 03540 | B    | G   | Glovelier, Rue des Écoles 2 581767 / 242525       |                                                                                                |
| ja   | Datei hochladen · Wikidata zu Ehemaliger Schmiedenkomplex (Q29785427)                                                                    | Ehemaliger Schmiedenkomplex / Ancien complexe des forges KGS-Nr.: 03604 | B    | G   | Undervelier, Les Forges 1 583300 / 240100         |                                                                                                |
| BW   | Datei hochladen · Wikidata zu Les Bambois, mittelalterlicher Niederschachtofen zur Eisenerzreduktion (Q29785431)                         | Les Bambois, mittelalterlicher Niederschachtofen zur Eisenerzreduktion / Les Bambois, bas-fourneau médiéval de réduction du minerai de fer KGS-Nr.: 03605                                                             | B    | F   | Undervelier 583250 / 238440                       |                                                                                                |
| ja   | Datei hochladen · Wikidata zu Grotte Sainte-Colombe, archäologische Stätte der Bronzezeit, der Römerzeit und des Mittelalters (Q1547625) | Grotte Sainte-Colombe, archäologische Stätte der Bronzezeit, der Römerzeit und des Mittelalters / Grotte de Sainte-Colombe, site archéologique de l’âge du bronze, de l’époque romaine et du moyen âge KGS-Nr.: 03606 | B    | F   | Undervelier 583419 / 239560                       |                                                                                                |
| ja   | Datei hochladen · Wikidata zu Mühle und Kanal (Q29785440)                                                                                | Mühle und Kanal / Moulin et canal KGS-Nr.: 10855 | B    | G   | Soulce, Proche du Moulin 48 587173 / 239205       |                                                                                                |
| BW   | Datei hochladen · Wikidata zu Garten, Villa rue de la Pâle (Q29785437)                                                                   | Garten, Villa rue de la Pâle / Jardin, Villa rue de la Pâle KGS-Nr.: 10856 | B    | G   | Bassecourt, Rue de la Pâle 17 585289 / 243310     |                                                                                                |